# Parthenope longimanus
Parthenope longimanus is een krabbensoort uit de familie Parthenopidae. De wetenschappelijke naam werd gepubliceerd in 1758 door Carl Linnaeus in de tiende editie van Systema naturae.